# Ordem de Menelique II
A Ordem Imperial do Imperador Menelique II é uma ordem etíope estabelecida em 1924 pelo então regente Tafari Makonnen, durante o reinado da Imperatriz Zewditu I, a fim de homenagear a memória do Imperador Menelique II. A Ordem Imperial era muitas vezes referida como Ordem do Leão, pelo leão representado no centro da cruz vermelha e verde. A homenagem foi idealizada pelo escritório parisiense Arthus-Betrand e é apresentada em cinco graus: Cavaleiro da Grã-Cruz, Cavaleiro Comendador, Comendador, Oficial e Membro.
A Ordem de Menelik foi concedida com moderação nos graus mais elevados: oficiais superiores das forças armadas e altos funcionários dos tribunais tiveram a sorte de se aposentar com a Grã-Cruz da Ordem e pode ter sido a Ordem mais elevada disponível para os primeiros-ministros. Sabe-se que foi apresentado, entre outros, ao Príncipe Bertil, da Suécia, em 1945.
A cruz de esmalte verde e vermelho representa o Leão Etíope e está suspensa por uma fita amarela bordada com o tricolor etíope de verde, amarelo e vermelho. Ao redor do Leão Imperial estão as palavras em Ge'ez: Mo'a Anbasa Z. Y., uma abreviatura para a frase “O Leão da Tribo de Judá conquistou”: Mo'a Anbessa Zemene Gede Yehuda que aparece na Crista Imperial, a Crista do Conselho da Coroa e no próprio Trono de Salomão.

## Agraciados
- Amha Selassie
- Stephen Beattie
- Noël Bowater
- Eyvind Bratt
- Alan Cunningham
- Desta Damtew
- Haile Selassie
- Charles Oluf Herlofson
- Thanat Khoman
- Lyman Lemnitzer
- Prince Makonnen
- Carl Gustaf von Rosen
- Seyoum Mengesha
- James John Skinner
- Abiye Abebe
- Sudharmono

| Barretas da fita da ordem | Barretas da fita da ordem | Barretas da fita da ordem | Barretas da fita da ordem | Barretas da fita da ordem |
| ------------------------- | ------------------------- | ------------------------- | ------------------------- | ------------------------- |
| Cavaleiro da Grã-Cruz     | Cavaleiro Comendador      | Comendador                | Oficial                   | Membro                    |